# Socialismo milénico
El término socialismo milénico (en inglés millennial socialism) refiere al resurgimiento del interés en el socialismo, la socialdemocracia, el socialismo democrático y sus derivados entre la generación milénica y la generación Z estadounidense y británica.

## En los Estados Unidos
Los estadounidenses milénicos y Z son más favorables hacia políticas de carácter socialista y de redistribución económica que sus predecesores. Algunos milénicos estadounidenses (es decir, aquellos estadounidenses nacidos entre 1981 y 1996), apoyan políticas de ampliación de la seguridad social, de reducción de la deuda estudiantil y de los costos del sistema de salud americanos.

## Percepción del capitalismo
En más de una encuesta realizada en el año 2010 se confirmó que jóvenes estadounidenses veían positivamente al socialismo y, por el contrario, tenían una visión menos favorable del capitalismo que sus predecesores. De acuerdo a Axios, del 2019 al 2021 la positividad en la percepción del capitalismo entre jóvenes estadounidenses de 18 a 34 años bajó de un 58% a un 49%. El capitalismo, cada vez más desconectado del concepto de la victoria americana por sobre la Unión Soviética y el comunismo que tuvo durante la guerra fría, en el siglo XXI generó una asociación en los jóvenes con conceptos como los de la codicia empresarial y el cambio climático. Encuestas realizadas en el Reino Unido muestran resultados similares.

## Voto electoral
Políticos de corte socialdemócrata, como Bernie Sanders y Alexandria Ocasio-Cortez, presentan una vasta aprobación por parte del público milénico. En una encuesta realizada en el 2019, un 70% de éstos afirmaron que votarían por un candidato socialista.